# Domingo Carulla
Domingo Carulla Bertrán, né le 25 octobre 1903 à L'Hospitalet de Llobregat (province de Barcelone, Espagne) et mort à Barcelone en 1940, est un footballeur espagnol qui jouait au poste de milieu de terrain. Il joue pendant sept saisons au FC Barcelone dans les années 1920 et participe aux Jeux olympiques d'été de 1924 avec l'Espagne.

## Biographie

### Clubs

Le Barça vainqueur de la Coupe d'Espagne en 1928. Debout : Forns (entr.), Mas, Castillo, Llorens, Walter, Guzmán, Carulla et Platko. Assis : Piera, Sastre, Samitier, Arocha et Sagi.

Domingo Carulla commence par jouer au FC Internacional qui en 1922 devient l'UE Sants.
En 1923, il rejoint le FC Barcelone où il joue jusqu'en 1930. Il est un joueur important de cet âge d'or du Barça. Il est particulièrement bon lors des saisons 1925-1926, 1926-1927 et 1927-1928. Il joue en tout 267 matchs avec Barcelone et marque 15 buts. Il remporte le premier championnat d'Espagne de l'histoire en 1929, trois Coupes d'Espagne (dont la fameuse édition de 1928) et six championnats de Catalogne. Il cesse de jouer au football en 1930.
En 1937, il souffre d'une grave maladie. Le 12 septembre 1937 a lieu un match de bienfaisance en faveur de Domingo Carulla entre la sélection de Catalogne et les vétérans de l'UE Sants ainsi qu'entre l'équipe première de Sants et la réserve du FC Barcelone.
Domingo Carulla meurt à Barcelone en 1940 à l'âge de seulement 37 ans.

### Équipe nationale
Domingo Carulla fait partie de l'équipe d'Espagne qui prend part aux Jeux olympiques d'été de 1924. 
Il joue une fois avec l'équipe d'Espagne B lors d'un match face au Portugal à Madrid le 29 mai 1927 (score de 2 à 0). Il joue aussi avec la sélection de Catalogne.

## Palmarès
- Champion d'Espagne en 1929 avec le FC Barcelone
- Vainqueur de la Coupe d'Espagne en 1925, 1926 et 1928 avec le FC Barcelone
- Champion de Catalogne en 1924, 1925, 1926, 1927, 1928 et 1930 avec le FC Barcelone